# Alberto Baldé
Alberto Baldé Almánzar (Madrid, 21 de marzo de 2002) deportivamente conocido como Alberto Baldé, es un futbolista profesional hispano-dominicano que actualmente juega como delantero en el Loughgall Football Club de la NIFL Premiership, máxima categoría del fútbol norirlandés. Es internacional con la Selección de fútbol de la República Dominicana.

## Trayectoria
Baldé nació en Madrid y su padre es de Guinea-Bisáu y su madre es de la República Dominicana y se trasladó a Irlanda del Norte siendo muy joven. Comenzó su carrera futbolística en las categorías inferiores del Portadown Football Club al que se unió con 12 años. 
En 2018, firma un contrato con el Middlesbrough Football Club de Inglaterra, con apenas 16 años. 
Tras formar varias temporadas de los equipos sub-18 y sub-23 del conjunto inglés, el 18 de noviembre de 2021, firma en calidad de cedido por el Pickering Town FC de la Northern Football League.
Tras regresar al equipo sub-23 del Middlesbrough Football Club, el 30 de junio de 2022, finalizaría su contrato.
El 5 de julio de 2022, firmó un contrato con el Portadown Football Club de la NIFL Premiership, máxima categoría del fútbol norirlandés.
El 5 de junio de 2023, firma por el Loughgall Football Club de la NIFL Premiership, máxima categoría del fútbol norirlandés.

## Selección nacional
En 2017, fue internacional con la Selección de fútbol de Irlanda del Norte Sub-15 y Sub-16. 
El 5 de junio de 2022, debutó con la Selección de fútbol de la República Dominicana en una derrota por 3-2 en la Liga de Naciones de la CONCACAF ante la Guayana Francesa.

## Clubes
| Club                               | País              | Años              |
| ---------------------------------- | ----------------- | ----------------- |
| Middlesbrough Football Club Sub-23 | Inglaterra        | 2020 - 2022       |
| Pickering Town FC (cedido)         | Inglaterra        | 2021              |
| Portadown Football Club            | Irlanda del Norte | 2022 - 2023       |
| Loughgall Football Club            | Irlanda del Norte | 2023 - Actualidad |